# Adam Adach
Adam Adach (ur. 28 września 1962 w Nowym Dworze Mazowieckim) – polski artysta, malarz, tworzący w Polsce i we Francji. Jego twórczość podejmuje zagadnienie pamięci, zarówno osobistej, jak i historycznej.

## Życiorys
Ukończył studia weterynaryjne w Warszawie na SGGW w 1981 roku. Brał udział w strajkach studenckich w okresie stanu wojennego.
Pod koniec lat 80. XX wieku przeprowadził się na stałe do Francji, gdzie w 1990 roku ukończył lyońską Ecole Supèrieure des Beaux-Arts. Następnie, w 1995 roku, ukończył również Ecole Supèrieure des Beaux-Arts w Paryżu. W tym okresie pracował z dziećmi w szpitalach psychiatrycznych, wspólnotach dla osób upośledzonych, prowadził także zajęcia terapii przy pomocy sztuki.
Adach debiutował w 1997 roku podczas wystawy dyplomów absolwentów paryskich szkół artystycznych. W 1999 roku jego dzieła wystawiano w Galerii Laboratorium w Centrum Sztuki Współczesnej. W 2002 roku został zaproszony przez znanego kuratora Hansa Ulricha Obrista do wzięcia udziału w wystawie pt. Urgent Painting. W 2003 roku odbył się pierwszy indywidualny pokaz prac Adacha w galerii sztuki Jeana Brollya.
W 2006 roku zamieszkał ponownie w Polsce. Mieszka i pracuje w Paryżu i w Warszawie.
W 2007 roku został nominowany do Nagrody Marcela Duchampa, będącej prestiżowym wyróżnieniem dla młodych, francuskich artystów.

## Twórczość
Malarstwo Adacha skupia się głównie na problemie pamięci, w wymiarze osobistym, jak i historycznym. Na obrazach uwiecznia wątki ze wspomnień prywatnych, np. z dzieciństwa, czego przykładem jest chociażby obraz Dziecko z 2007 roku. Często przeplatają się one z odniesieniami do historii, jak i doświadczeń zbiorowych dla społeczeństwa. Artysta zwraca uwagę w swojej twórczości na ślady dwudziestowiecznej historii, szczególnie piętna totalitarnych ideologii, co uwidacznia np. w pracach Untitled (Treblinka) czy Nazi Holidays (2011). Na swoich dziełach zabarwionych historycznie nie przedstawia jednego kluczowego momentu w dziejach, jak czynili znani malarze pokroju Jana Matejki, a chwile przejściowe, przez niektórych krytyków określane jako przeistoczenia. W swoich dziełach uwagę poświęca także tematyce relacji homoseksualnych. Krytycy sztuki dostrzegają w pracach Adacha silną melancholijność.
Maluje farbami olejnymi, nakładając wiele warstw farby na płótnach.